# Jimmie Allen
James Edward Allen (Milton, Delaware, 18 de junio de 1985) es un cantante y compositor estadounidense. Firmó con el sello Stoney Creek de Broken Bow Records, para el que lanzó los dos sencillos «Best Shot» y «Make Me Want To» de su álbum de 2018, Mercury Lane.

## Biografía
Allen nació en Milton, Delaware, pero se mudó a Nashville, Tennessee, en 2007. Durante la mayor parte de sus primeros años en Nashville, experimentó la pobreza y, a menudo, vivía fuera de su automóvil. Allen audicionó para America's Got Talent, pero no pasó de las audiciones preliminares. También hizo una audición para la décima temporada de American Idol, pero fue eliminado antes de las rondas de votación en vivo. Mientras estaba en American Idol, cantó con Colton Dixon durante una de las rondas grupales y se hizo amigo de Scotty McCreery, quien finalmente ganó la competencia ese año. Allen y McCreery más tarde se volvieron a conectar y salieron de gira juntos después del lanzamiento del álbum debut de Allen.
Allen firmó un contrato editorial con Wide Open Music, un sello de composición formado por el cantautor Ash Bowers, en 2016. Después de hacer una exhibición de talentos para representantes de Broken Bow Records a principios de 2017, firmó con el sello Stoney Creek y lanzó su EP debut homónimo, producido por Bowers. El vicepresidente ejecutivo de la etiqueta dijo que la decisión de fichar a Allen fue una de las más rápidas que tomaron en la etiqueta. Stephen Thomas Erlewine de AllMusic comparó el sonido del EP con el «estilo elegante y seguro» de Thomas Rhett y Sam Hunt. De manera similar, la escritora country de Rolling Stone, Brittney McKenna, comparó las influencias del R&B contemporáneo de Allen con esos artistas y Maren Morris. Una pista del EP, «Blue Jean Baby», se agregó a la «lista de los 5 más virales de Estados Unidos» de Spotify.
Su primer sencillo oficial, «Best Shot», fue lanzado a principios de 2018. La semana de su lanzamiento, fue la segunda canción más agregada a las listas de reproducción de radio de música country. La canción ha aparecido en las listas Hot Country Songs, Country Airplay y Billboard Hot 100, además de realizarse su video musical. Allen dijo que el título y el tema central de la canción se inspiraron en su abuela y su hijo, que tenía 4 años en el momento del lanzamiento de la canción. Su álbum debut, Mercury Lane, se publicó en octubre de 2018. También producido por Bowers, el álbum toma el nombre de la calle en la que Allen vivió cuando era niño. «Best Shot» fue un éxito número uno en la lista Country Airplay de Billboard en noviembre de 2018, lo que lo convirtió en el primer artista negro en lograr que su sencillo debut llegará a la cima de esa lista. El segundo sencillo del álbum, «Make Me Want To», fue lanzada a las radios de country el 1 de febrero de 2019, y también se convirtió en un éxito número uno en la lista Country Airplay.
Allen también grabó una versión de «Shallow» de Lady Gaga y Bradley Cooper, junto a Abby Anderson en mayo de 2019. La grabación también se convirtió en un video.
En 2020, Allen lanzó «This Is Us», un dueto con Noah Cyrus. Se incluyó en su nuevo EP, Bettie James, que se lanzó el 10 de julio de 2020.
Allen se convirtió en el primer solista negro en ganar el premio al Artista Masculino del Año en los Premios ACM 2021 (en los que también cantó a dúo con Brad Paisley). En septiembre de 2021, Allen fue anunciado como una de las celebridades competidoras de la temporada 30 de Dancing with the Stars, siendo emparejado junto a bailarina profesional Emma Slater.

### Vida personal
Tiene un hijo, Aadyn (n. 2014), de una relación anterior.
Conoció a Alexis Gale en primavera de 2019 y se comprometieron en verano de ese año. El 27 de mayo de 2021 se casaron. Tienen dos hijas: Naomi (n. 2019) y Zara (n. 2021), y un hijo: Cohen (n. 2023). Se separaron unos meses antes del nacimiento de su tercer hijo.

## Discografía

### Álbumes
| Título                    | Detalles | Posición más alta | Posición más alta | Ventas       |
| Título                    | Detalles | US                | US Country        | Ventas       |
| ------------------------- | --- | ----------------- | ----------------- | ------------ |
| Mercury Lane              | - Fecha de lanzamiento: 12 de octubre de 2018 - Discográfica: Stoney Creek - Formatos: CD, descarga digital, streaming | 128               | 11                | - US: 13,800 |
| Bettie James Gold Edition | - Fecha de lanzamiento: 25 de junio de 2021 - Discográfica: Stoney Creek - Formatos: CD, descarga digital, streaming   | —                 | —                 |              |

### Extended plays
| Año  | Álbum | Posición más alta |
| Año  | Álbum | US Country        |
| ---- | --- | ----------------- |
| 2020 | Bettie James - Fecha de lanzamiento: 10 de julio de 2020 - Discográfica: Stoney Creek - Formatos: Descarga digital, streaming | 26                |

### Sencillos
| Año                                        | Sencillo                                   | Posición más alta | Posición más alta | Posición más alta  | Posición más alta | Posición más alta | Posición más alta | Ventas        | Certificaciones  | Álbum        |
| Año                                        | Sencillo                                   | US                | US Country Songs  | US Country Airplay | US Adult          | CAN               | CAN Country       | Ventas        | Certificaciones  | Álbum        |
| ------------------------------------------ | ------------------------------------------ | ----------------- | ----------------- | ------------------ | ----------------- | ----------------- | ----------------- | ------------- | ---------------- | ------------ |
| 2018                                       | «Best Shot»                                | 37                | 5                 | 1                  | 33                | 79                | 1                 | - US: 146,000 | - RIAA: Platinum | Mercury Lane |
| 2019                                       | «Make Me Want To»                          | 49                | 7                 | 1                  | —                 | —                 | 5                 | - US: 34,000  | - RIAA: Platinum | Mercury Lane |
| 2020                                       | «This Is Us» (con Noah Cyrus)              | —                 | 32                | 48                 | —                 | —                 | —                 |               | - RIAA: Gold     | Bettie James |
| 2021                                       | «Freedom Was a Highway» (con Brad Paisley) | —                 | 27                | 17                 | —                 | —                 | 47                |               |                  | Bettie James |
| «—» denota los lanzamientos no registrados |                                            |                   |                   |                    |                   |                   |                   |               |                  |              |

### Otras canciones
| Año  | Sencillo                       | Posición más alta | Álbum        |
| Año  | Sencillo                       | US Country Songs  | Álbum        |
| ---- | ------------------------------ | ----------------- | ------------ |
| 2020 | «Good Times Roll» (with Nelly) | 31                | Bettie James |

### Videos musicales
| Año  | Video                         | Director       |
| ---- | ----------------------------- | -------------- |
| 2018 | «Best Shot»                   | Ford Fairchild |
| 2019 | «Shallow» (con Abby Anderson) |                |
| 2019 | «Make Me Want To»             |                |
| 2020 | «This Is Us» (con Noah Cyrus) | Peter Zavadil  |

## Premios y nominaciones
| Año  | Premiación                                 | Categoría                             | Trabajo nominado              | Resultado |
| ---- | ------------------------------------------ | ------------------------------------- | ----------------------------- | --------- |
| 2019 | Premios CMT Music                          | Video innovador del año               | «Best Shot»                   | Nominado  |
| 2019 | Premios de la Academia de Música Country   | Mejor nuevo artista masculino del año | Jimmie Allen                  | Nominado  |
| 2020 | Premios de la Asociación de Música Country | Nuevo artista del año                 | Jimmie Allen                  | Nominado  |
| 2021 | Premios de la Academia de Música Country   | Mejor nuevo artista masculino del año | Jimmie Allen                  | Ganador   |
| 2021 | Premios CMT Music                          | Actuación del año                     | «This Is Us» (con Noah Cyrus) | Nominado  |